# Naga (przedsiębiorstwo)
NAGA – firma zajmująca się technologią finansową, która zaprojektowała aplikację do inwestycji z wbudowanym serwisem społecznościowym.
Obecnie NAGA Group AG jest spółką holdingową NAGA Markets Europe Ltd, NAGA Technology GmbH i NAGA Global Ltd. Siedziba firmy znajduje się w Hamburgu, w Niemczech.

## Historia
NAGA została założona przez Benjamina Bilskiego i Yasina Sebastiana Qureshiego w 2015 roku, w Niemczech. Pierwszymi produktami wprowadzonymi na rynek przez zespół NAGA był portal społecznościowy, SwipeStox.
W 2016 roku SwipeStox, pierwsza aplikacja firmy Naga, zdobyła nagrodę, Best of Show na FinovateEurope 2016.
W 2017 roku NAGA Group AG została notowana na Giełdzie Papierów Wartościowych we Frankfurcie i zaprezentowała cyfrowy portfel NAGA i konta inwestycyjne oparte na bitcoinie.
W tym samym roku firma znalazła się na liście zwycięzców Red Herring 100 Europe 2017.
W 2019 roku firma uruchomiła NAGAX, własną platformę wymiany kryptowaluta.
W 2021 została przez firmę wypuszczona na rynek mobilna aplikacja bankowa i inwestycyjna – NAGA Pay łącząca konto z międzynarodowym numerem rachunku bankowego (IBAN), kartą debetową VISA, depozytem udziałów, kopiowaniem ruchów traderów i fizycznym portfelem kryptowalut.